# Colpoptera bifurcata
Colpoptera bifurcata är en insektsart som beskrevs av Caldwell 1945. Colpoptera bifurcata ingår i släktet Colpoptera och familjen sköldstritar. Inga underarter finns listade i Catalogue of Life.